# Scrooge Live
Scrooge Live is een Nederlandse tv-uitzending over het verhaal van Ebenezer Scrooge, de hoofdpersoon uit de roman A Christmas Carol (1843) van Charles Dickens. Het wordt sinds 2020 jaarlijks door Omroep MAX uitgezonden in december, rond Kerstmis. De eerste editie werd op 20 december 2020 uitgezonden, vanuit de binnenstad van Dordrecht. De tweede editie werd uitgezonden op 18 december 2021 in Leeuwarden. De derde editie werd op 11 december 2022 uitgezonden en vond net als de eerste editie plaats in de binnenstad van Dordrecht. Dit evenement is vergelijkbaar met The Passion dat sinds 2011 jaarlijks op Witte Donderdag en sinds 2022 jaarlijks ook op Hemelvaartsdag wordt uitgezonden.

## Editie 1: Dordrecht

### Voorgeschiedenis
Voor de eerste uitzending van het victoriaanse spektakel werd vanwege het historische stadsaanzicht gekozen voor de binnenstad van Dordrecht. Doordat de plaatselijke kerstmarkt vanwege de coronacrisis was afgelast kwam er voldoende ruimte vrij om het schouwspel op te voeren. De uitzending werd gemaakt met inachtneming van de op dat moment geldende coronaregels en het coronaprotocol van de audiovisuele sector. Er waren weinig figuranten ingezet en publiek werd niet toegelaten.
De uitzending werd geproduceerd door Mediawater, in samenwerking met het Nationaal Fonds Kinderhulp. Door deze organisatie, die al geruime tijd een televisiespektakel wilde organiseren om donateurs te werven, werd een actie aan de uitzending gekoppeld waarmee donateurs geworven konden worden. Aan het einde van de uitzending bleken er 6800 donateurs voor Kinderhulp te zijn bijgekomen. De uitzending werd bekeken door 1.391.000 kijkers (2.708.000 totaal) en haalde een marktaandeel van 20,6% (kijktijdaandeel: 8,7%). 

### Rollen
| Rol                         | Naam                  |
| --------------------------- | --------------------- |
| Verteller                   | Remco Veldhuis        |
| Scrooge                     | Richard Kemper        |
| Scrooge (jong)              | Ridder van Kooten     |
| Belle                       | Anouk Maas            |
| Bob Cratchit                | Kasper van Kooten     |
| Emily Cratchitt             | Jasmine Sendar        |
| Timothy "Tiny Tim" Cratchit | Kian Vliet            |
| Oudste dochter Cratchit     | Norah Vliet           |
| Oudste zoon Cratchit        | Dion Vliet            |
| Jongste dochter Cratchit    | Lina Viënna           |
| Neef Fred                   | Jamai Loman           |
| Jacob Marley                | Remco Veldhuis        |
| Geest van de Voorbije Kerst | Plien van Bennekom    |
| Geest van de Huidige Kerst  | Simone Kleinsma       |
| Collectant                  | Johnny Kraaijkamp jr. |
| Collectant                  | Ron Brandsteder       |
| Verslaggever                | Carrie ten Napel      |
| Carol Singer                | Leona Philippo        |
| Carol Singer                | Dwight Dissels        |

### Muzieknummers
| Titel                                                               | Oorspronkelijke artiest                | Gezongen door                                 |
| ------------------------------------------------------------------- | -------------------------------------- | --------------------------------------------- |
| Carol of the Bells                                                  | Mykola Leontovych                      | Koor                                          |
| Do You Hear What I Hear? / Winter Wonderland / Merry Xmas everybody | Harry Simeone / Richard Himber / Slade | Iedereen                                      |
| Centen, centen, centen                                              | ABBA                                   | Kasper van Kooten en Richard Kemper           |
| We wish you a merry Christmas                                       | -                                      | Koor en Jamai Loman                           |
| Deck the halls                                                      | -                                      | Leona Philippo en Dwight Dissels              |
| Ik wou dat ik jou was                                               | Veldhuis & Kemper                      | Remco Veldhuis en Richard Kemper              |
| It's gonna be a cold cold Christmas                                 | Dana                                   | Dwight Dissels                                |
| All I Want for Christmas Is You                                     | Mariah Carey                           | Leona Philippo                                |
| Wie                                                                 | Herman van Veen                        | Anouk Maas                                    |
| 't Is het meest feestelijke feest van het jaar                      | Andy Williams                          | Simone Kleinsma                               |
| Kleine jongen                                                       | André Hazes                            | Kasper van Kooten en Jasmine Sendar           |
| Money, Money, Money                                                 | ABBA                                   | Koor                                          |
| Kleine jongen                                                       | André Hazes                            | Jasmine Sendar                                |
| It's gonna be a cold cold Christmas                                 | Dana                                   | Dwight Dissels                                |
| Money, Money, Money                                                 | ABBA                                   | Koor                                          |
| Another Day in Paradise / Do They Know It's Christmas?              | Phil Collins / Band Aid                | Jamai Loman, Dwight Dissels en Leona Philippo |
| We wish you a merry Christmas                                       | -                                      | Koor                                          |
| Merry Christmas Everyone                                            | Shakin' Stevens                        | Iedereen                                      |

## Editie 2: Leeuwarden

### Voorgeschiedenis
Na het succes van de eerste editie kon een vervolg in 2021 niet uitblijven. Op 11 oktober dat jaar werd de tweede editie bevestigd. De rechtstreekse uitzending zou op 18 december rechtstreeks vanuit Leeuwarden komen. Kasper van Kooten, die in de voorgaande editie de rol van Bob Cratchit vertolkte, zou deze editie het script verzorgen.
Voor deze editie was aanvankelijk Elske DeWall aangesteld als frontvrouw voor het koor. Ze moest echter afhaken omdat ze werd getroffen door corona. Haar plaats werd ingenomen door Do.
De televisie-uitzending werd door 1.907.000 kijkers bekeken (markaandeel 33%). 

### Rollen
| Rol                                  | Naam                     |
| ------------------------------------ | ------------------------ |
| Verteller                            | Joep van Deudekom        |
| Scrooge                              | Jeroen van Koningsbrugge |
| Bob Cratchit                         | Sergio IJssel            |
| Frederique Holywell                  | Esmée van Kampen         |
| Hugo Holywell                        | Ferdi Stofmeel           |
| Jacob Marley & Geest van de Toekomst | Tygo Gernandt            |
| Geest van het Verleden               | Jouman Fattal            |
| Geest van het Heden                  | Karin Bloemen            |
| Meester                              | Syb van der Ploeg        |
| Collectant                           | Gerard Cox               |
| Collectant                           | Joke Bruijs              |
| Verslaggever                         | Carrie ten Napel         |
| Carol Singer                         | Do                       |

### Muzieknummers
| Titel | Oorspronkelijke artiest                                                    | Gezongen door                             |
| --- | -------------------------------------------------------------------------- | ----------------------------------------- |
| Carol of the Bells                                                                                                 | Mykola Leontovych                                                          | Koor                                      |
| Hoor hoe de sneeuwbel tingeling, ting, ting, tingeling klinkt / Jingle Bell Rock / Ga je mee, ga je mee, ga je mee | Leroy Anderson/André van Duin / Bobby Helms / Vaughn Monroe/André van Duin | Iedereen                                  |
| Visite | Lenny Kuhr & Les Poppys                                                    | Esmée van Kampen                          |
| Ik hou van jou | Maribelle                                                                  | Jeroen van Koningsbrugge                  |
| Last Christmas | Wham!                                                                      | Do                                        |
| Niet of nooit geweest                                                                                              | Acda en De Munnik                                                          | Jeroen van Koningsbrugge en Tygo Gernandt |
| Thuis voor Kerstmis                                                                                                | Chris Rea/Rob de Nijs                                                      | Do                                        |
| Alleen met kerst                                                                                                   | Mud/Bonnie St. Claire                                                      |                                           |
| Nooit meer oorlog/Ik droom van een kerstfeest                                                                      | John Lennon & Yoko Ono/An & Jan/Frans Bauer                                | Do                                        |
| Bloemetjesgordijn                                                                                                  | Wim Kersten                                                                | Karin Bloemen                             |
| Kon het elke dag maar Kerstmis zijn                                                                                | J. Fred Coots & Haven Gillespie/Kus                                        | Karin Bloemen                             |
| Zo vrolijk / Opzij                                                                                                 | Herman van Veen                                                            | Sergio IJssel                             |
| Visite | Lenny Kuhr & Les Poppys                                                    | Koor                                      |
| Ik hou van jou | Maribelle                                                                  | Sergio IJssel                             |
| Fix You | Coldplay                                                                   | Do en Syb van der Ploeg                   |
| Een heel fijne kerst                                                                                               | José Feliciano                                                             | Iedereen                                  |

## Editie 3: Dordrecht

### Voorgeschiedenis
In september 2022 werd door Omroep Max bekendgemaakt dat op zondag 11 december een derde editie van Scrooge Live zal komen die evenals de eerste editie weer in Dordrecht wordt opgenomen, maar op een andere locatie. De uitzending trok 1,8 miljoen kijkers.

### Rollen
| Rol                    | Naam                  |
| ---------------------- | --------------------- |
| Verteller              | Roué Verveer          |
| Scrooge                | Paul Groot            |
| Scrooge (jong)         | Kaj van der Voort     |
| Belle                  | Moïse Trustfull       |
| Bobbie Cratchit        | Maaike Martens        |
| Hugo Cratchit          | Edo Brunner           |
| Jacob Marley           | Edwin Jonker          |
| Frederique Holywell    | Owen Schumacher       |
| Geest van het verleden | Tineke Schouten       |
| Geest van het heden    | Angela Groothuizen    |
| Mrs. Swindlebitch      | Nadja Hüpscher        |
| Collectant             | André van Duin        |
| Collectant             | Janny van der Heijden |
| Verslaggever           | Carrie ten Napel      |
| Carol Singer           | Maria Fiselier        |

### Muzieknummers
| Titel                                                                                                | Oorspronkelijke artiest                                          | Gezongen door                 |
| --- | ---------------------------------------------------------------- | ----------------------------- |
| Carol of the Bells                                                                                   | Mykola Leontovych                                                | Koor                          |
| Wonderful Christmastime / Vaak droom ik van een wit kerstfeest / Wat ik wil met Kerstmis... ben jij! | Paul McCartney / Irving Berlin/André van Duin / Mariah Carey/Kus | Iedereen                      |
| Empire State of Mind                                                                                 | Jay-Z met Alicia Keys                                            | Paul Groot en Maria Fiselier  |
| De dingen waar ik zo van hou                                                                         | The Sound of Music                                               | Maria Fiselier en koor        |
| Binnen zonder kloppen                                                                                | De Dijk                                                          | Paul Groot en Edwin Jonker    |
| Met kerst ben ik alleen                                                                              | André Hazes                                                      | Maria Fiselier en koor        |
| Terug naar de kerst                                                                                  | Maggie MacNeal                                                   | Paul Groot en Tineke Schouten |
| Why couldn't it be Christmas everyday                                                                | Bianca Ryan                                                      | Maria Fiselier en koor        |
| Waar ben je Kerstmis                                                                                 | Faith Hill                                                       | Maaike Martens                |
| Onderweg                                                                                             | Abel                                                             | Maaike Martens                |
| Who Wants To Live Forever                                                                            | Queen                                                            | Maria Fiselier en koor        |
| It's beginning to look a lot like Christmas                                                          | Meredith Willson                                                 | Maria Fiselier en koor        |
| Vrolijk kerstfeest                                                                                   | Nick & Simon                                                     | Iedereen                      |

## Editie 4: Waalwijk

### Voorgeschiedenis
Op 14 september 2023 wordt onthuld dat in de Scrooge Live op 15 december in Waalwijk opgevoerd zou worden. De Hooisteeg en het Raadhuisplein zouden het decor vormen van deze rechtstreekse uitzending.

### Rollen
| Rol                    | Naam                            |
| ---------------------- | ------------------------------- |
| Verteller              | Frank Evenblij                  |
| Scrooge                | Thomas van Luyn                 |
| Bobbie Cratchit        | Kim-Lian van der Meij           |
| Zoey Cratchit          | Wendy Ruijfrok                  |
| Scrooge (jong)         | ???                             |
| Jacob Marley           | Henk Poort                      |
| Geest van het verleden | Martine van Os                  |
| Geest van het heden    | Annick Boer                     |
| Geest van de toekomst  | Jacqueline Blom                 |
| Collectant             | Debbie de Jong (B&B Vol Liefde) |
| Collectant             | Paul Visser (B&B Vol Liefde)    |
| Verslaggever           | Carrie ten Napel                |
| Carol Singer           | Kirsten Michel                  |

### Trivia
- Oorspronkelijk was Carolina Dijkhuizen voor deze editie aangewezen als Carol Singer. Echter werd zij vlak voor de live-uitzending ziek en werd haar rol overgenomen door Kirsten Michel, met name bekend als zangeres bij de band van Ik hou van Holland.
- Tijdens de uitzending brak er brand uit op een industrieterrein, op een paar honderd meter afstand van waar het evenement plaatsvond. Even na 21:30 uur waren er korte tijd sirenes te horen terwijl verteller Frank Evenblij aan het woord was.

## Editie 5: Slot Loevestein

### Voorgeschiedenis
Op 2 oktober 2024 wordt onthuld dat Scrooge Live op 22 december op Slot Loevestein opgevoerd zou worden.

### Rollen
| Rol                    | Naam                    |
| ---------------------- | ----------------------- |
| Verteller              | Lisa Loeb               |
| Scrooge                | Arjan Ederveen          |
| Bobbie Cratchit        | Joy Wielkens            |
| Zoey Cratchit          | Esther Mbire            |
| Scrooge (jong)         | Rein van Duivenboden    |
| Jacoba Marley          | Francis van Broekhuizen |
| Geest van het verleden | Susan Visser            |
| Geest van het heden    | Leny Breederveld        |
| Geest van de toekomst  | Kees Hulst              |
| Collectant             | Dolf Jansen             |
| Collectant             | Hans Sibbel             |
| Verslaggever           | Carrie ten Napel        |
| Carol Singer           | Gaia Aikman             |
| Belle                  | Sterre Koning           |
| Kleine Tim             | Nathan Mbui             |
| Zus van Kleine Tim     | Esther Mbire            |